# キナバタンガン川

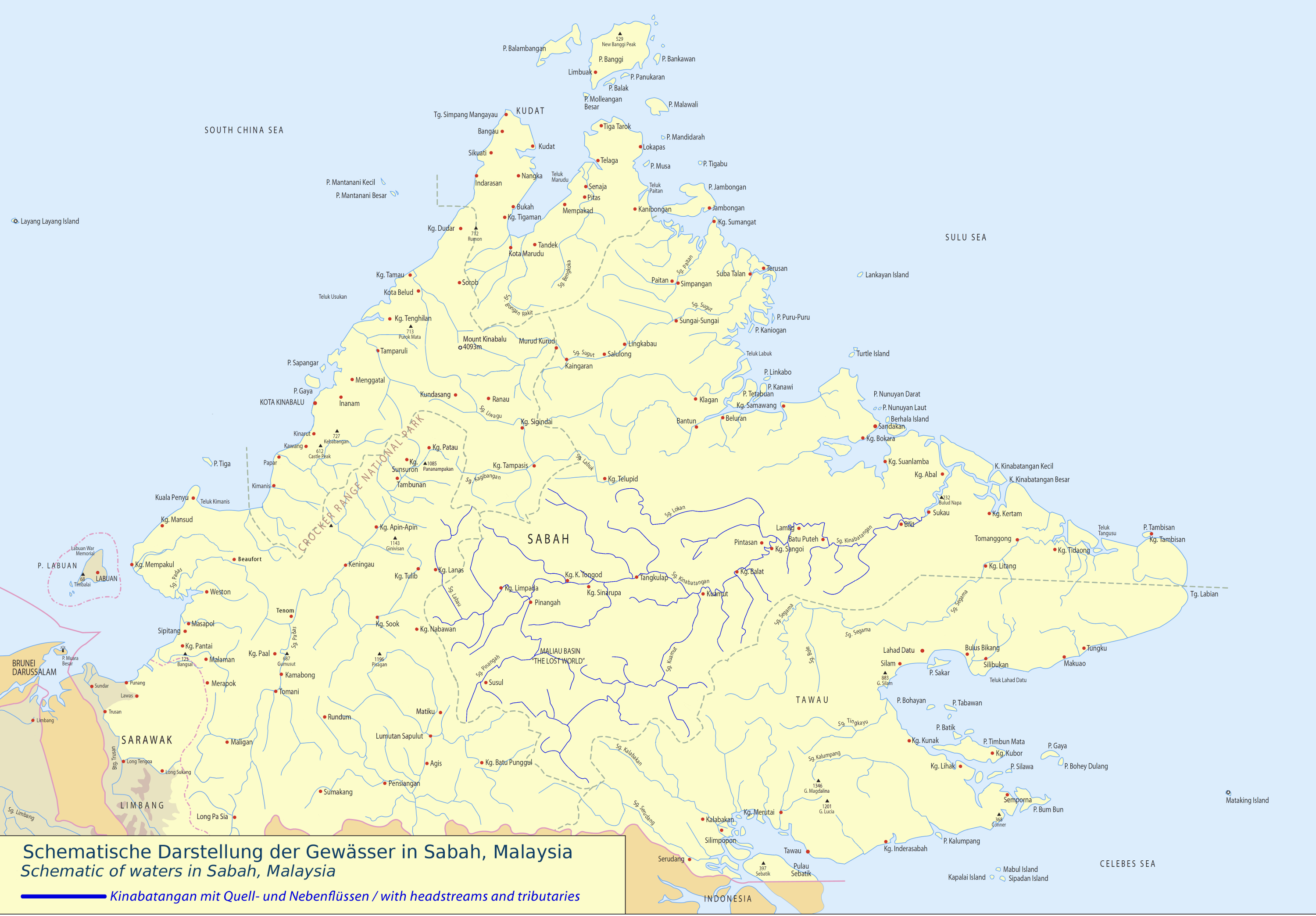
キナバタンガン川の源流および支流（濃紺色）
（サバ州）

キナバタンガン川（キナバタンガンがわ、マレー語: Sungai Kinabatangan, 英語: Kinabatangan River）は、ボルネオ島に位置する東マレーシアのサバ州を流れる川である。全長560キロメートルで、マレーシアで2番目に長く、サバ州南西部の山系（ウィティ山脈、英語: Mts. Witti）を源流としてサンダカン東側のスールー海に至る。
キナバタンガン川は、注目すべき野生生物とその興味深い生息地としての、乾燥フタバガキ林、水系森林、淡水沼地林、三日月湖、沿岸に近い塩性 マングローブ湿地で知られる。

## 環境
川の上流の生態環境は、農園のための過度の伐採と土地の開墾によって大幅に破壊されている。しかし、岸辺に近い従来の低地林やマングローブ湿地の大部分は残され、イリエワニの比較的適正な個体数の保護区を備えるとともに、ボルネオ島の野生生物のいくつかは最高の密度を有する。特筆すべきはボルネオ島固有のテングザルやオランウータン（スマトラオランウータン）、アジアゾウ（ボルネオゾウ）、スマトラサイである。そのほかカニクイザル、ミナミブタオザル、シルバールトンなどのほか、バンテン、爬虫類ではミズオオトカゲ、ヨロイハブ、マングローブヘビなども生息し、また、その領域は多様な野鳥でも知られている。
毎年、北東から吹くモンスーンによる豪雨が、川の急激な増水もたらす。すぐに海へ十分な排出ができない川は、たびたび土手から氾濫し、下流域の平坦な土地中に広がり大規模な氾濫原をつくる。こうしてキナバタンガン川の下流域は動物や植物に最高の場所をつくり出している。
1997年に、キナバタンガン川下流の氾濫原の約261平方キロメートル（26,106ヘクタール）が、保護地域に認定され、2001年には、主にさまざまな NGO の活動を通してこの指定は「野鳥保護区」に格上げされた。しかし、地域の「野生生物保護区」もしくは「国立公園」の認定へのさらなる活動は、主に農耕地を拡大しようとする アブラヤシ農園の所有者により反対された。幸いにも、断首されたゾウの頭が川に流されているのが発見された後のマスメディアの注目に続き、2006年8月、その地域はキナバタンガン自然保護区として、1997年のサバ州野生生物保護法のもと公示された。
2008年10月、サバ州東部のクランバ野生生物保護区を含むマングローブ湿地は、「キナバタンガン川・セガマ川下流域湿地」（Lower Kinabatangan-Segama Wetland, 略称: LKSW）としてラムサール条約に登録された。